# RWD (constructeur aéronautique)

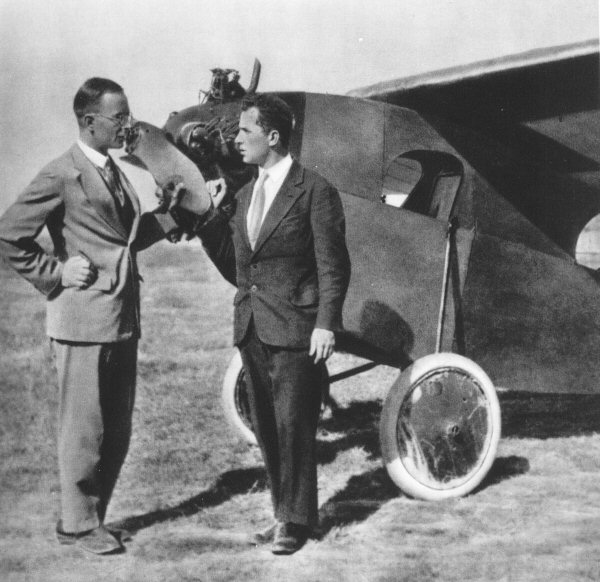
Jerzy Drzewiecki et Jerzy Wedrychowski près d'un RWD-7

RWD fut une entreprise de construction aéronautique polonaise active de 1928 à 1939. Elle fut créée par trois jeunes ingénieurs : Stanisław Rogalski, Stanisław Wigura et Jerzy Drzewiecki dont les initiales forment le sigle RWD.
Ils commencèrent tout en étudiant à l'université de technologie de Varsovie. À partir de 1926, ils entreprennent la conception de monoplaces (Drzewiecki JD-2 et WR-1) et, en particulier, en 1928, ils commencent l'avion de sport RWD-1 qui est en fait le premier avion produit par RWD.
En 1930, les ateliers sont agrandis et s'installent à l'Aéroport Okęcie. Le 11 septembre 1932, Stanisław Wigura meurt dans l'accident du RWD-6 mais le nom RWD continue à être utilisé pour les nouveaux avions.
Les premiers modèles RWD-2 et PA-4 ont été construits en petites séries et utilisés dans l'aviation sportive polonaise et participent régulièrement dès 1930 aux Challenges Internationaux de Tourisme. Par exemple, le RWD-6 remporte le Challenge International de Tourisme 1932 (organisé par la FAI) à Berlin et le RWD-9 a remporté le Challenge 1934.
Parmi les modèles RWD, on peut citer :
- Le RWD-5 qui fut le premier avion léger ayant traversé l'Atlantique-Sud en 1933.
- Le RWD-8 qui fut l'appareil de base pour la formation dans l'aviation polonaise. Il fut utilisé comme avion de liaison et de reconnaissance jusqu'à la fin de la Campagne de Pologne (1939).
- Le RWD-10 avion de voltige (1933), le PA-17 avion de voltige-entraînement (1937) et le PA-21 avion de sport léger (1939).
- Le RWD-13 avion de tourisme et le RWD-14 Czapla avion de reconnaissance (1938).

La Seconde Guerre mondiale mit un terme à l'activité de l'entreprise.